# کانگ هون
کانگ هون (کره‌ای: 강훈؛ زادهٔ ۲۳ مه ۱۹۹۱) بازیگر اهل کره جنوبی است. او بیشتر به خاطر ایفای نقش در درام تاریخی سرآستین قرمز و هه‌ری عزیز شناخته می‌شود.
او تئاتر و فیلم را در دانشگاه سوون تحصیل کرده و در سال 2014 اولین بازیگری خود را به نام "پیک نیک " انجام داد . کانگ هون بیشتر بخاطر فیلم های درام های تاریخی محبوبیت پیدا کرده . همچنین او برنده ی جایزه ی بهترین بازیگر مرد MBC در سال 2021 شده است .

## فیلم‌شناسی

### فیلم
| سال  | عنوان             | نقش | توضیحات    | منابع |
| ---- | ----------------- | --- | ---------- | ----- |
| ۲۰۰۹ | گوری              |     | فیلم کوتاه | [ ۵ ] |
| ۲۰۱۱ | تیفانی اند فوراور |     | فیلم کوتاه | [ ۵ ] |
| ۲۰۱۳ | پیکنیک            | هون | فیلم کوتاه | [ ۶ ] |
| ۲۰۱۴ | مادر من           |     | فیلم کوتاه | [ ۵ ] |
| ۲۰۱۵ | معنای تو          |     | فیلم کوتاه | [ ۵ ] |

### مجموعه‌های تلویزیونی
| سال  | عنوان                          | شبکه     | نقش                 | توضیحات                | منابع  |
| ---- | ------------------------------ | -------- | ------------------- | ---------------------- | ------ |
| ۲۰۱۸ | بذار معرفی کنم                 | اس‌بی‌اس   | جی سو-هان           |                        | [ ۷ ]  |
| ۲۰۱۹ | مورخ تازه‌کار گو هه‌ریونگ        | ام‌بی‌سی   | هیون کیونگ-موک      |                        | [ ۸ ]  |
| ۲۰۱۹ | لحظه‌ای در هجده سالگی           | جی‌تی‌بی‌سی | برادر بزرگتر ما-هوی | حضور افتخاری (قسمت ۱۶) |        |
| ۲۰۱۹ | وقتی شیطان نامت را فرا می‌خواند | تی‌وی‌ان   | مهاجم               | حضور افتخاری           | [ ۹ ]  |
| ۲۰۲۰ | خوش آمدید                      | کی‌بی‌اس۲  | گو دو-شیک           |                        | [ ۱۰ ] |
| ۲۰۲۱ | تو بهار منی                    | تی‌وی‌ان   | کانگ ته-جونگ        |                        | [ ۱۱ ] |
| ۲۰۲۱ | سرآستین قرمز                   | ام‌بی‌سی   | هونگ دوک-رو         |                        | [ ۱۲ ] |
| ۲۰۲۲ | زنان کوچک                      | تی‌وی‌ان   |                     |                        | [ ۱۳ ] |

### مجموعه‌های اینترنتی
| سال  | عنوان                      | پلتفرم    | نقش              | توضیحات               | منابع  |
| ---- | -------------------------- | --------- | ---------------- | --------------------- | ------ |
| ۲۰۱۷ | آفیس واچ                   | ناور تی‌وی | کیم کیونگ-جون    |                       |        |
| ۲۰۱۸ | Flower Ever After          | ناور تی‌وی | یو هیون-سو       |                       | [ ۱۴ ] |
| ۲۰۱۸ | خوب نیست، اما اشکالی ندارد | ناور تی‌وی | فرد منابع انسانی | حضور افتخاری (قسمت ۷) |        |

### برنامه‌های اینترنتی
| سال  | عنوان           | پلتفرم | نقش               | توضیحات           | منابع  |
| ---- | --------------- | ------ | ----------------- | ----------------- | ------ |
| ۲۰۱۶ | اوپا من نمیدونم | یوتیوب | عضو گروه بازیگران | استودیو لولو لالا | [ ۱۵ ] |

## جوایز و نامزدی‌ها
| مراسم جوایز         | سال  | دسته                                  | نامزد / اثر  | نتیجه    | منابع  |
| ------------------- | ---- | ------------------------------------- | ------------ | -------- | ------ |
| جوایز درامای ام‌بی‌سی | ۲۰۲۱ | بهترین بازیگر تازه‌کار مرد             | سرآستین قرمز | برنده    | [ ۱۶ ] |
| جوایز درامای ام‌بی‌سی | ۲۰۲۱ | جایزه بازیگر برتر مرد در یک مینی‌سریال | سرآستین قرمز | نامزدشده | [ ۱۷ ] |